# Sponsianus
Sponsianus (Sponsjanus) – pretendent do tronu rzymskiego w czwartej dekadzie III wieku (za panowania Filipa Araba lub Gordiana III). Na temat jego istnienia toczy się debata wśród historyków. Powodem jest brak wystarczającej liczby dowodów i źródeł. Aktualnie zwolennicy teorii o działalności Sponsianusa, jako argument wskazują monetę odkrytą w 1713 r., na terenie Transylwanii. Badacze w XIX w. stwierdzili, że „barbarzyński” sposób wybicia monety wskazuje, że jest ona fałszywa. Najnowsze badania stwierdziły jednak jej autentyczność.

## Monety

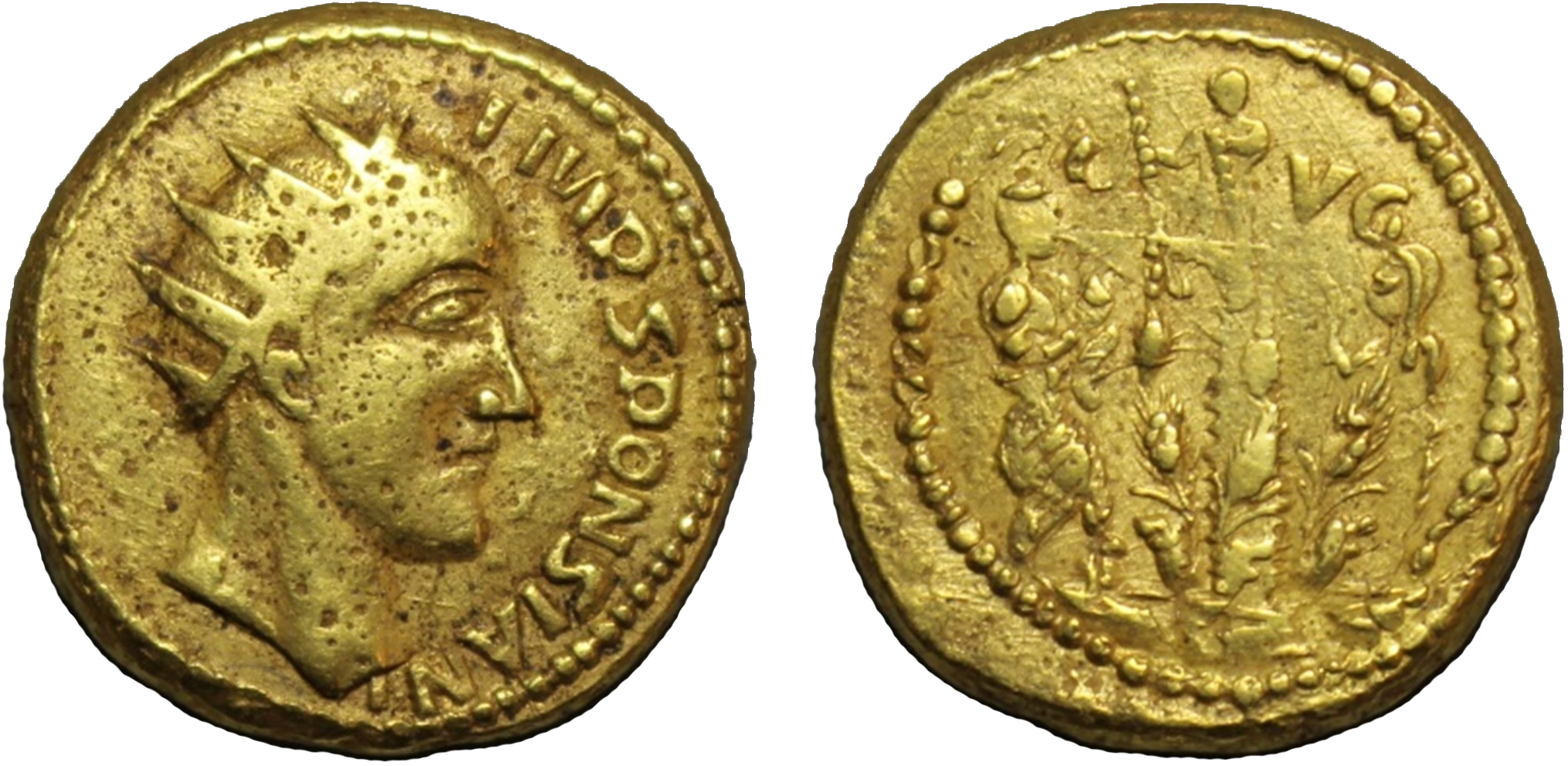
Aureus Sponsianusa. Na awersie znajduje się napis IMP(ERATOR) SPONSIAN(US), a na rewersie C(AESAR) AVG(VSTVS).

Istnieją dwie monety z wizerunkiem Sponsianusa: jedna znajduje się w Hunterian Museum and Art Gallery University of Glasgow, a druga w Muzeum Brukenthala w Sybinie.
Aureus z Glasgow był częścią zbioru monet (zawierającego także monety z wizerunkami Filipa Araba i Gordiana III), odnalezionego w 1713 r. w Transylwanii i przekazanego do muzeum przez Samuela von Brukenthala, gubernatora Siedmiogrodu. Moneta Sponsianusa początkowo była uznawana za autentyczną. Jej wiarygodność zakwestionował w XIX w. jednak słynny francuski numizmatyk Henry Cohen i pogląd ten utrzymał się przez długi czas. Powodem miało być zdaniem badaczy wykonanie monety w inny sposób niż znane im przykłady monet z wizerunkami władców. Aureus miał przypominać denara z czasów republiki rzymskiej. 
Dopiero opublikowane w 2022 r. badania, przeprowadzone przez grupę specjalistów z University College London pod przewodnictwem prof. Paula Persona, wykazały, że moneta Sponsianusa z Glasgow jest autentyczna. Obiekt został przebadany pod mikroskopem elektronowym oraz przy użyciu obrazowania ultrafioletowego. Odkryto mikrouszkodzenia — ślady użytkowania — charakterystyczne dla monet będących w obiegu, a także ślady gleby, które dowodzą, że numizmat zakopano na długo przed XVII w.. Sprawiło to, że także moneta z Sybina została uznana za prawdziwą.

## Miejsce Sponsianusa w historii
Bazując na innych monetach, z którymi odnaleziono aureus Sponsianusa, jego panowanie mogło mieć miejsce w latach czterdziestych trzeciego wieku – prawdopodobnie za panowania Gordiana III (238-244) lub Filipa Araba (244-249).
Środowisko badaczy, podzielone jest na dwa obozy. Pierwszy uważa, że Sponsianus, jako dowódca wojsk objął władzę około 240 roku n.e., kiedy to Dacja była odcięta od reszty cesarstwa przez barbarzyńców — plemiona Gotów i Karpatów, a także w wyniku epidemii i wojny domowej. Druga grupa uważa jednak, że działalność Sponsianusa należy datować na okolice roku 260. Otoczony przez wrogów Sponsianus mógł zostać zmuszonym do objęcia naczelnego dowództwa w okresie chaosu, w celu ochrony ludności cywilnej Dacji do czasu przywrócenia porządku i ewakuacji prowincji zarządzonej przez cesarza Aureliana między 271 a 275 rokiem n.e.. Dowodem na prawdziwość tej tezy jest widniejący na monecie skrót imp. przed imieniem. Ma on oznaczać słowa imperator, ale w znaczeniu starszym, czyli osoby posiadającej najwyższą władzę wojskową na danym obszarze. 
Historycy są zgodni jednakże do tego, że panowanie Sponsianusa miało na celu przywrócenie porządku w prowincji, a bicie własnej monety – stworzenie funkcjonującej gospodarki. Praktyka władzy uzurpatorów nad prowincjami w Cesarstwie Rzymskim była powszechną praktyką w III w..